# Attaque de Diapaga
Insurrection djihadiste au Burkina Faso
Batailles
- Samorogouan
- Intangom
- Nassoumbou
- Ariel
- 1re Inata
- Loroni
- Gorom-Gorom
- Koutougou
- Arbinda
- Hallalé
- Markoye
- Dounkoun
- Boukouma
- 2e Inata
- Titao
- Opération Laabingol
- Namissiguima
- Madjoari
- Bourzanga
- Seytenga
- Gaskindé
- Tin-Ediar
- Tin-Akoff
- Aoréma
- Ougarou
- Namsiguia
- Noaka
- Koumbri
- Djibo
- Tawori
- Mansila
- Nassougou
- Diapaga

Massacres
- Yirgou
- Solhan
- Karma
- Komsilga, Nodin et Soroe
- Bibgou et Soualimou
- Barsalogho
- Solenzo

Attentats
- 1er Ouagadougou
- 2e Ouagadougou
- 3e Ouagadougou

L'attaque de Diapaga a lieu le 28 mars 2025 lors de l'insurrection djihadiste au Burkina Faso. Elle s'achève par la victoire des djihadistes du Groupe de soutien à l'islam et aux musulmans (GSIM) qui prennent d'assaut un camp militaire de l'armée burkinabè à Diapaga.

## Déroulement
Le 28 mars 2025, vers 16 heures, les djihadistes du Groupe de soutien à l'islam et aux musulmans (GSIM) lancent une attaque sur la caserne de la ville de Diapaga, dans la région Est,. Venus à motos depuis le sud, les assaillants attaquent le camp militaire, situé au sud de la ville et tenu par des soldats du 27e bataillon d'intervention rapide et des miliciens des Volontaires pour la défense de la patrie (VDP),,. Au cours des combats, ils utilisent notamment des drones civils pour surveiller les mouvement des défenseurs du camp. Ces derniers tentent de résister mais ils finissent par prendre la fuite. Les djihadistes occupent alors le camp, qu'ils incendient, puis ils se retirent en emportant des armes et des munitions saisis après les combats. 
Selon RFI, les djihadistes incendient également plusieurs édifices de la ville, pillent des commerces et occupent une société cotonnière et la prison civile de la ville. Cependant, ces informations sont partiellement contredites par le journaliste Wassim Nasr, qui indique que selon ses sources les djihadistes n'ont pas pris la prison, ni investi la ville, se limitant à pénétrer dans quelques quartiers au cours de la poursuite des défenseurs de la caserne.

## Pertes
Selon le média LSI Africa, les pertes sont d'au moins 65 tués parmi les soldats et les VDP, dont le commandant de la base, le capitaine Yannick Sawadogo. Le 30 mars, RFI fait état d'au moins 30 morts parmi les militaires et de 22 tués chez les VDP, mais précise que le bilan pourrait s'aggraver, plusieurs soldats étant portés manquants,. Libération évoque pour sa part au moins 63 morts d'après une source locale. Deux semaines après l'attaque, le journaliste Wassim Nasr évoque plus d'une centaine de tués, blessés ou disparus.

## Vidéographie
- [vidéo] Burkina Faso : les dessous de l'attaque de Diapaga, France 24, 10 avril 2025.